# Protepicorsia
Protepicorsia là một chi bướm đêm thuộc họ Crambidae.